# Enrico Platé
Enrico Platé, švicarski dirkač in ustanovitelj moštva Scuderia Enrico Platé, * 28. januar 1909, Milano, Italija, † 2. februar, 1954, Buenos Aires, Argentina.
Enrico Platé se je rodil 28. januarja 1909 v Milanu. Kot dirkač ni dosegal vidnejših uspehov, še najboljši rezultat je dosegel na dirki Circuito di Modena v sezoni 1938 ko je bil četrti. Mnogo bolj znan je kot dolgoletni lastnik privatnega moštva Scuderia Enrico Platé na dirkah za Veliko nagrado in v začetnih sezonah prvenstva Formule 1, kjer je njegovo moštvo uporabljalo Maseratijeve dirkalnike. V njegovem moštvu so dirkali tudi znani dirkači Toulo de Graffenried, princ Bira, Harry Schell in Louis Chiron. Leta 1953 je zašel v finančne težave, v začetku leta 1954 pa se je smrtno ponesrečil na manjši dirki Formule Libre v Argentini.